# Pedro II (Piauí)

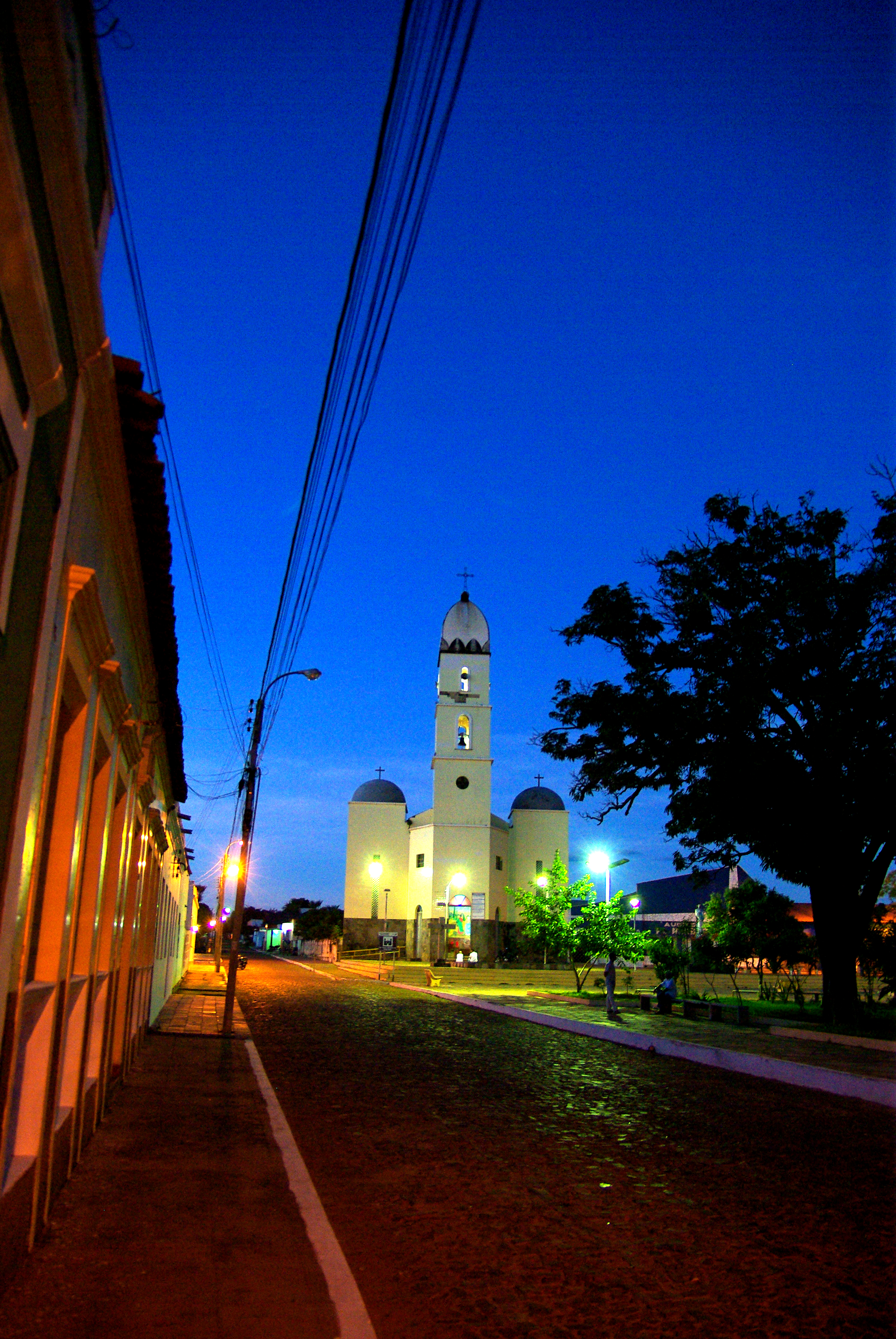
Vista de Pedro II

Pedro II es una localidad y municipio del estado de Piauí, en el noreste de Brasil.

## Historia
La ciudad fue creada el 11 de agosto de 1854, en honor al emperador de Brasil, Pedro II.

## Geografía
Abarca un área de 1 518,186 km² y tiene una población de 37 500 habitantes.

## Hitos urbanos
La ciudad es conocida como "la Suiza de Piauí",  título que obtuvo por su clima relativamente frío para la zona. 
Posee un gran potencial turístico. Allí se encuentran las únicas minas de ópalo de Brasil, también tiene cascadas, una rica tejido artesanal, y sus casas coloniales, herencia de la colonización portuguesa, que da a la ciudad un encanto. 
Cada año en junio se celebra ediciones del Festival de Invierno de Pedro II.